# Avatar: Frontiers of Pandora
Avatar: Frontiers of Pandora är ett actionäventyrsspel baserat på Avatar-filmserien. Spelet är utvecklat av Massive Entertainment och släpptes av Ubisoft för Playstation 5, Windows, Xbox Series X/S och Amazon Luna den 7 december 2023.

## Utveckling
Spelet tillkännagavs i mars 2017 när Massive meddelade att deras nästa stora titel skulle baseras på James Camerons Avatar. Spelet fick titeln Avatar: Frontiers of Pandora med en trailer på E3 2021 och där blev det klart att det skulle släppas under 2022. Spelet kommer att berätta en fristående historia inom Avatar-universumet. Spelets utveckling leds av spelregissören Ditte Deenfeldt och den kreativa chefen Magnus Jansen.
Spelet försenades i juli 2022 från det ursprungliga släppåret 2022 till någon gång under år 2023 eller 2024. Under Ubisoft Forward i juni 2023 avslöjades det att spelet skulle släppas den 7 december 2023.